# Ferenc Szombathelyi
Ferenc Szombathelyi (in het Hongaars : Vitéz Szombathelyi Ferenc) geboren als Ferenc Knausz of Ferenc Knauz, In Oostenrijk-Hongarije was een Hongaarse militair officier die diende als luitenant in het Oostenrijks-hongaars leger in de Eerste Wereldoorlog en als Chef van de Generale Staf van het Koninklijk Hongaars Leger van september 1941 tot april 1944, gedurende de Tweede Wereldoorlog.

## Militaire loopbaan
Szombathelyi trad in 1902 als cadet toe tot het Oostenrijks-Hongaarse leger en werd later bevorderd tot luitenant in 1907 bij het 16e Infanterieregiment. Vanaf 1911 studeerde hij aan de Kriegsschule (militaire academie) in Wenen. Na deelname aan de Eerste Wereldoorlog sloot hij zich aan bij het nieuw opgerichte Koninklijk Hongaars Leger.
Vanaf 1926 doceerde hij aan de Ludovica Militaire Academie in Boedapest. Van 1931-33 was hij chef-staf van de 3e Gemengde Brigade, waarna hij adjudant was van het opperbevel van de strijdkrachten in 1935-36. In 1938 werd hij commandant van de Ludovica Militaire Academie. Vanaf 1934 gebruikte hij de meisjesnaam van zijn moeder in plaats van zijn eigen achternaam.
In 1938–39 bekleedde hij de functie van plaatsvervangend stafchef. Van 1939-41 was hij commandant van het VIII Corps, waarna hij werd benoemd tot bevelhebber van de Karpatengroep (Kárpát Csoport), waarmee hij deelnam aan Operatie Barbarossa. Op 6 september werd hij door Regent Miklós Horthy aangesteld om Henrik Werth, een pro-Duitse functionaris, op te volgen als Chef van de Generale Staf. Szombathelyi beoordeelde de vooruitzichten op oorlog met de Sovjet-Unie sceptisch en aarzelde niet om deze visie te delen met zijn Duitse tegenhanger. Kort na zijn benoeming was hij aanwezig bij een ontmoeting tussen Adolf Hitler en Horthy, waar Horthy aan Hitler beloofde om meer Hongaarse soldaten te leveren om te vechten aan het oostfront.
Hij slaagde erin deze maatregel succesvol uit te stellen tot het niet langer kon worden vermeden na tegenslagen van het Duitse leger in de winter van 1941-42 en de verhoogde betrokkenheid van Roemenië. In april 1942 stuurde hij het Tweede Leger van Gusztáv Jány naar het Oostfront. Eerder, als reactie op vermeende aanvallen door communisten en Chetniks in het geannexeerde Bácska, gaf hij opdracht tot een militaire interventie onder leiding van generaal Ferenc Feketehalmy-Czeydner, die uitmondde in strafmaatregelen tegen de door Serviërs bewoonde dorpen en resulteerde in het bloedbad van Újvidék (het huidige Novi Sad).
Als reactie op de catastrofale nederlagen van het Tweede Leger in de winter van 1942-43 probeerde Hongarije zich steeds meer te distantiëren van Duitsland. Szombathelyi's voorstel om Hongaarse divisies in te zetten om de Balkan te bezetten als vervanging voor het falen van het Tweede Leger werd verwelkomd door Hitler, maar afgewezen door premier Miklós Kállay. Contacten met de westerse mogendheden werden geïnitieerd, waarbij Kállay en Szombathelyi een leidende rol speelden.
Na de Duitse invasie van Hongarije in maart 1944 werd Szombathelyi op aandringen van de Duitsers uit zijn functie ontheven en onder huisarrest geplaatst, en trok zich in april terug. Hij werd in oktober 1944 gearresteerd nadat de pijlkruisers aan de macht kwamen. Szombathelyi werd naar Duitsland gedeporteerd tegen het einde van de oorlog, vervolgens werd hij in hechtenis genomen door de Amerikanen, die hem echter kort daarna aan Hongarije overdroegen. Hij werd veroordeeld door het Hongaarse volksrecht tot levenslange gevangenisstraf, waarna hij werd uitgeleverd aan Joegoslavië. Op 4 november 1946 werd Szombathelyi door een vuurpeloton geëxecuteerd in Petrovaradin (Hongaars: Pétervárad), Vojvodina. In 1994 vernietigde het hooggerechtshof het vonnis.

## Onderscheidingen
Selectie:
- Vitézi Rend
- Grootkruis in de Orde van Verdienste met Zwaarden
- Signum Laudis in goud met Zwaarden
- Orde van de IJzeren Kroon (Oostenrijk), 3e Klasse met Oorlogsdecoratie en Zwaarden
- Kruis voor Militaire Verdienste (Oostenrijk-Hongarije), 3e Klasse met Oorlogsdecoratie en Zwaarden
- Mobilisatiekruis 1912/1913 (Oostenrijk-Hongarije)
- IJzeren Kruis 1939, 2e Klasse